# Avro Lincoln
Avro Type 694, oziroma Avro Lincoln je bil britanski težki štirimotorni bombnik, ki so ga narčtovali med 2. svetovno vojno. Razvit je bil iz Avro Lancasterja. Sprva je imel oznako Lancaster IV in V, pozneje pa Lincoln I in II. Lancaster in Lincoln sta si po izgledu skoraj identična. 
V operativno uporabo je vstopil avgusta 1945, ko se je vojna že končala, tako se Lincoln ni bojno uporabljal. Skupaj so zgradili 604 bombnikov. Lincoln je bil zadnji batno gnani bombnik Kraljevih letalskih sil (RAF). 

## Specifikacije (Lincoln I)
Podatki iz Aircraft of the Royal Air Force 1918-57
Splošne karakteristike
- Posadka: 7
- Dolžina: 78 ft 3½ in (23,86 m)
- Razpon kril: 120 ft (36,58 m)
- Višina: 17 ft 3½ in (5,27 m)
- Površina kril: 1421 ft² (132,01 m²)
- Teža praznega letala: 43400 lb (19686 kg)
- Naložena teža: 75000 lb (34020 kg)
- Maks. vzletna teža: 82000 lb (37195 kg)
- Pogon letala: 4 ×  bencinski V-motor Rolls-Royce Merlin 85, 1750 KM (1305 kW)  vsak

 Zmogljivost 
- Maks. hitrost: 319 mph (513 km/h) na 18800 čevljih (5730 m)
- Potovalna hitrost: 215 mph (346 km/h) na 20000 čevljih (6096 m)
- Doseg: 2930 milj (4714 km) z maks. bojnim tovorom: 1470 milj (2365 km)
- Višina leta: 30500 ft (9296 m)
- Hitrost vzpenjanja: 800 ft/min (245 m/min)

Oborožitev

- Strelno orožje: .50 in (12.7 mm) M2 Browning strojnici ali 20 mm Hispano top
- Bombe: Do 14.000 lb (6.400 kg) bomb